# Beilschmiedia minutiflora
Beilschmiedia minutiflora är en lagerväxtart som beskrevs av Benth. & Hook. f.. Beilschmiedia minutiflora ingår i släktet Beilschmiedia och familjen lagerväxter. Inga underarter finns listade i Catalogue of Life.